# Paraleius leontonychus
Paraleius leontonychus är en kvalsterart som först beskrevs av Berlese 1910.  Paraleius leontonychus ingår i släktet Paraleius och familjen Hemileiidae. Inga underarter finns listade i Catalogue of Life.